# کشتی (فیلم ۱۹۲۱)
کشتی (ایتالیایی: La nave) یک فیلم صامت ایتالیایی به کارگردانی گابریلینو دانونتسیو است که در سال ۱۹۲۱ منتشر شد. از بازیگران آن می‌توان به ایدا روبینشتاین، آلفردو بوکولینی و مری کلئو تارلارینی اشاره کرد.